# Letov Š-33
De Letov Š-33 is een Tsjechoslowaakse dubbel- of driezits hoogdekker bommenwerper gebouwd door Letov. De Š-33 is ontworpen door ingenieur Alois Šmolík. De eerste vlucht zou in 1930 plaatsvinden. Waarschijnlijk is het toestel nooit afgebouwd vanwege motorproblemen. In plaats daarvan werd een Š-16 met eenzelfde motor uitgerust en gebruikt voor een record vlucht.

## Specificaties
- Spanwijdte: 21,70 m
- Startgewicht: 4 400 kg
- Motor: 1× Praga Asso W-9, 588 kW (800 pk)
- Maximumsnelheid: 270 km/h
- Kruissnelheid: 225 km/h
- Vliegbereik: 472 km